# Граф де Вильялонсо

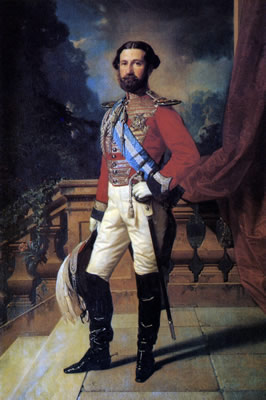
Луис Томас Фернандес де Кордоова и Понсе де Леон (1813—1873), 15-й герцог де Мединасели, 11-й граф де Вильялонсо (1840—1873)

Граф де Вильялонсо — испанский дворянский титул. Он был создан в 1599 году королем Испании Филиппом III для Хуана Гаспара де Ульоа, 5-го сеньора де Вильялонсо.
Название графского титула происходит от названия муниципалитета Вильялонсо, провинция Самора, автономное сообщество Кастилия и Леон.

## Список графов де Вильялонсо
- 1599 — ?: Хуан Гаспар де Ульоа (? — ?), 1-й граф де Вильялонсо. Сын Диего де Ульоа Пардо и Таверы, 4-го сеньора де Вильялонсо, и Франсиски де Осорио Асеведо (? — 1597)
- ? — 1647: Диего де Ульоа Сармьенто (? — 1647), 2-й граф де Вильялонсо, сын предыдущего и Терезы де сааведры и Суньиги.
- 1647 — ?: Франсиска де Ульоа Сармьенто (? — ?), 3-я графиня де Вильялонсо, сестра предыдущего.
- ? — 1651: Фернандо Мигель Ариас де Сааведра (1611—1651), 6-й граф дель-Кастельяр, 4-й граф де Вильялонсо. Старший сын предыдущей и Гаспара Хуана Ариаса де Сааведры, 5-го графа дель-Кастельяр (1593—1622)
- ? — ?: Тереза Мария Ариас де Сааведра (1639 — ?), 7-я графиня дель-Кастельяр, 5-я графиня де Вильялонсо. Дочь предыдущего и Каталины де Асеведо Энрикес Осорио (? — 1686)
- ? — 1721: Фернандо Хоакин де ла Куэва Ариас де Сааведра (ок. 1679—1721), 8-й граф дель-Кастельяр, 6-й граф де Вильялонсо. Сын предыдущей и Бальтасара де ла Куэвы Энрикеса де Кабреры, вице-короля Перу (1627—1686)
- 1721—1735: Анна Каталина де ла Куэва и Ариас де Сааведра (1684—1752), 9-я графиня дель-Кастельяр, 7-я графиня де Вильялонсо. Сестра предыдущего.
- 1735—1782: Антонио де Бенавидес и де ла Куэва[кат.] (1714—1782), 2-й герцог де Сантистебан-дель-Пуэрто, 10-й граф дель-Кастельяр, 8-й граф де Вильялонсо. Единственный сын Мануэля де Бенавидеса и Арагона, 1-го герцога де Сантистебан-дель-Пуэрто (1683—1748), и Анны Каталины де ла Куэвы и Ариас де Сааведры, 9-й графини дель-Кастельяр (1684—1752)
- 1782—1805: Хоакина Мария де Бенавидес и Пачеко[кат.] (1746—1805), 3-я герцогиня де Сантистебан-дель-Пуэрто, 9-я графиня де Вильялонсо. Старшая дочь предыдущего и Марии де ла Портерии Пачеко Тельес-Хирон (1731—1754)
- 1805—1840: Луис Хоакин Фернандес де Кордова и Бенавидес[кат.] (1780—1840), 14-й герцог де Мединасели, 10-й граф де Вильялонсо. Старший сын предыдущей и Луиса Марии де ле Соледад Фернандес де Кордова и Гонзага, 13-го герцога де Мединасели (1749—1806)
- 1840—1873: Луис Томас Фернандес де Кордова и Понсе де Леон[кат.] (1813—1873), 15-й герцог де Мединасели, 11-й граф де Вильялонсо. Старший сын предыдущего и Марии де ла Консепсьон Понсе де Леон и Карвахаль (1783—1856)
- 1873—1879: Луис Мария Фернандес де Кордова и Перес де Баррадас (1851—1879), 16-й герцог де Мединасели, 12-й граф де Вильялонсо. Старший сын предыдущего и Анхелы Перес де Баррадас и Бернуй, 1-й герцогини де Тарифа (1827—1903)
- 1880—1956: Луис Хесус Фернандес де Кордова и Салаберт (1880—1956), 17-й герцог де Мединасели, 13-й граф де Вильялонсо. Единственный сын предыдущего и Касильды Ремигии де Салаберт и Артеага, 11-й герцогини де Сьюдад-Реаль (1858—1936)
- 1956—2013: Виктория Евгения Фернандес де Кордова и Фернандес де Энестроса (1917—2013), 18-я герцогиня де Мединасели, 14-я графиня де Вильялонсо. Старшая дочь предыдущего от первого брака с Анной Марией Фернандес де Хенестроса и Гайосо де лос Кобос (1879—1939)
- 2018 — н.в.: Виктория Елизавета де Гогенлоэ-Лангенбург и Шмидт-Полекс (род. 1997), 20-я герцогиня де Мединасели, 15-я графиня де Вильялонсо. Единственная дочь принца Марко Гогенлоэ-Лангенбурга, 19-го герцога де Мединасели (1962—2016), и Сандры Шмидт-Полекс (род. 1968), внучка принца Макса фон Гогенлоэ-Лангенбурга (1931—1994), и Анны Луизы де Медина и Фернандес де Кордовы, 13-й маркизы де Наваэрмоса и 9-й графини де Офалия (1940—2012), единственной дочери Виктории Евгении Фернандес де Кордовы, 18-й герцогини де Мединасели (1917—2013).